# 18th Avenue (linea IND Culver)
18th Avenue (IPA: [eɪˈtinθ ˈævəˌnu]) è una stazione della metropolitana di New York situata sulla linea IND Culver. Nel 2015 è stata utilizzata da un totale di 1 392 552 passeggeri.

## Storia
La stazione, i cui lavori di costruzione ebbero inizio nel 1915, venne aperta il 16 marzo 1919 alle ore 3:00, come parte della prima sezione della linea BMT Culver compresa tra le stazioni di Ninth Avenue e Kings Highway. Tra il 7 giugno 2016 e il 1º maggio 2017 la banchina in direzione downtown fu chiusa e sottoposta a lavori di ristrutturazione, mentre tra il 22 maggio 2017 e inizio 2018 gli stessi interventi sono stati programmati sulla banchina in direzione uptown.

## Strutture e impianti
18th Avenue è una stazione di superficie con due banchine ad isola e tre binari, dei quali solo i due esterni sono utilizzati regolarmente per il servizio metropolitano. Dispone di due mezzanini posti sotto il piano binari, quello attivo 24 ore su 24 è all'estremità nord e ha uscite sull'incrocio tra 18th Avenue e McDonald Avenue, l'altro è all'estremità sud e ha uscite sull'incrocio tra McDonald Avenue e Parkville Avenue.

## Movimento
La stazione è servita dai treni della linea F Sixth Avenue Local della metropolitana di New York, sempre attiva.

## Interscambi
La stazione è servita da diverse autolinee gestite da NYCT Bus.
- Fermata autobus